# Дубина (Хмельникский район)
Дубина (укр. Дубина; до 2016 года — Пролетар, укр. Пролетар) — село на Украине, находится в Хмельникском районе Винницкой области.
Код КОАТУУ — 0524884202. Население по переписи 2001 года составляет 39 человек. Почтовый индекс — 22045. Телефонный код — 4338.
Занимает площадь 0,3 км².

## Адрес местного совета
22045, Винницкая область, Хмельницкий р-н, с. Лозна, ул. Гагарина, 47, тел. 3-43-31, 3-43-42